# Органическая Леди
Органическая Леди — настоящее имя Светлана Кушнир (род. 22 марта 1962, Дархан, Монголия) — российская поп-певица, работавшая в жанрах техно-поп и электропоп.

## Биография
Получила серьёзное дирижёрско-хоровое образование.
В 1989 году композитор Андрей Мисаилов придумал проект «Органическая Леди», написал песню «Эхо Вселенной», на эту песню снял клип режиссёр Михаил Хлебородов.
Музыкальный проект Органическая Леди (настоящее имя певицы скрывалось) начал вести продюсер Игорь Сорокин в 1991 году. В этом году на кассетах вышел первый альбом «Белый город», состоящий из композиций в техно-аранжировке. 
В апреле 1992 года в петербургском БКЗ «Октябрьский» прошли четыре сольных концерта певицы, в качестве гостей на которых выступили группа «А-Студио» и другие. Тогда же в Испании была снята новая версия клипа «Эхо Вселенной» и клип на песню «Белый город».
В последующие два года певица восстанавливала здоровье после тяжелой операции, но уже в 1995 году в свет вышел второй альбом — «Город грёз», в поддержку которого на заглавную песню диска режиссёром Михаилом Макаренковым был снят довольно эффектный по тем временам клип. Свой третий альбом — «Весеннее равноденствие» — Органическая Леди записала в 1996 на студии Аркадия Укупника. 
16 мая 1997 в концертном зале Олимпийской деревни состоялся сольный концерт Органической Леди, на котором певица исполнила композиции из двух последних альбомов, а также романсы — как классические, вроде «Гори, гори, моя звезда», «Калитка», «Ямщик», так и новые, написанные специально для неё.
В 2000 году Органическая Леди перестала давать концерты и всё меньше появлялась на телевидении. Причины такого поворота событий сама Светлана в прессе тогда никак не комментировала, лишь много позже рассказала, что уйти со сцены она была вынуждена по настоянию своего тогдашнего мужа, продюсера Игоря Сорокина, с которым вскоре после этого певица развелась.
В 2005 году свет увидел четвёртый альбом Органической Леди «Это любовь», куда вошла русскоязычная интерпретация хита Cher «Believe» под названием «Леди Любовь», несколько новых песен («Танцы на китайской стене», «Улетают птицы»), а также ремиксы собственных хитов Светланы прошлых лет. В 2009 году в дуэте с проектом «Балаган Лимитед» была записана композиция «Сон мой». В 2011 году началась работа над новым альбомом в танцевальной стилистике.

## Критика
В 2010 году журнал «Афиша» включил композицию «Дай мне любовь» в свой редакционный список «12 русских поп-песен 90-х, которые сейчас звучат лучше, чем тогда», поместив её на первую строчку. Описывая песню, как «космический электропоп с изощренными мелодическими поворотами», в издании писали, что «Дай мне любовь» — это опус магнум певицы. Дмитрий Меркушев в интернет-журнале «Соль», отмечая всплеск интереса к исполнителям 90-х, причислил Органическую Леди к списку «аутсайдеров, чьи старые хиты теперь звучат как постмодерн».

## Семья
Бывший муж — Игорь Сорокин — продюсер.
Сын — Леонид Сорокин (род. 1983) — фотограф.
Дочь — Елена Курушина (род. 1987) — психолог, три внука — Тихон, Филипп, Харитон

## Дискография
- 1993 — Белый город (магнитная лента, МС)
- 1995 — Город грёз (сборник) (MC, CD)
- 1996 — Весеннее равноденствие (МС, CD)
- 2017 — Белый город (Expanded Edition, Remaster) (CD)